# Draco lineatus
Draco lineatus är en ödleart som beskrevs av  Daudin 1802. Draco lineatus ingår i släktet flygdrakar, och familjen agamer. IUCN kategoriserar arten globalt som livskraftig.

## Underarter
Arten delas in i följande underarter:
- D. l. beccarii
- D. l. bourouniensis
- D. l. modiglianii
- D. l. ochropterus
- D. l. rhytisma
- D. l. spilonotus